# Boštanj
Das Fauna-Flora-Habitat-Gebiet Boštanj liegt auf dem Gebiet der Stadt Sevnica im Osten Sloweniens. Das etwa sechs Hektar große Schutzgebiet umfasst ein kleines Waldstück westlich der Stadt. Es ist einer der wenigen Standorte der Gelben Azalee in Slowenien.

## Schutzzweck

### Arteninventar
Folgende Arten von gemeinschaftlichem Interesse kommen im Gebiet vor:
| Bild         | EU Code | * | Art          | wissenschaftlicher Name | Artengruppe |
| ------------ | ------- | - | ------------ | ----------------------- | ----------- |
| Gelbe Azalee | 4093    |   | Gelbe Azalee | Rhododendron luteum     | Pflanzen    |